# Venturia dreisbachi
Venturia dreisbachi là một loài tò vò trong họ Ichneumonidae.